# Zaraah Abrahams
Zaraah Clover Abrahams (Lambeth, 7 de enero de 1987) es una actriz y locutora británica, reconocida por interpretar a Michaela White en la serie de la BBC One Waterloo Road de 2008 a 2010, a Joanne Jackson en la telenovela de ITV Coronation Street de 2005 a 2007 y por su participación en la tercera serie del concurso de talentos de ITV Dancing on Ice. En 2014 protagonizó la película de Spike Lee, Da Sweet Blood of Jesus.

## Filmografía

### Cine
| Año        | Título                  | Papel           | Notas            |
| ---------- | ----------------------- | --------------- | ---------------- |
| 2003–2005  | Girls in Love           | Magda           | 27 episodios     |
| 2005–2007  | Coronation Street       | Joanne Jackson  | 214 episodios    |
| 2008–2010  | Waterloo Road           | Michaela White  | 56 episodios     |
| 2008, 2014 | Dancing on Ice          | Ella misma      | Concursante      |
| 2009       | Hole In The Wall        | Ella misma      | Concursante      |
| 2011       | Waterloo Road Reunited  | Michaela White  | 6 episodios      |
| 2012       | Payback Season          | Clarissa        | Largometraje     |
| 2012       | Scott & Bailey          | Daysha Kaye     | 1 episodio       |
| 2012       | Bedlam                  | Laura           | 1 episodio       |
| 2013       | Black Girl in Paris     | Luce            | Corto            |
| 2013–2015  | Secret Dealers          | Narrador        |                  |
| 2014       | Da Sweet Blood of Jesus | Ganja Hightower | Largometraje     |
| 2014       | Holby City              | Alisa Cole      | 1 episodio       |
| 2015       | The Knick               | Opal Edwards    | Papel recurrente |
| 2020       | EastEnders              | Chelsea Fox     | Papel recurrente |